# ميسور (الهند)
| مخطط المناخ لميسور | مخطط المناخ لميسور | مخطط المناخ لميسور | مخطط المناخ لميسور | مخطط المناخ لميسور | مخطط المناخ لميسور | مخطط المناخ لميسور | مخطط المناخ لميسور | مخطط المناخ لميسور | مخطط المناخ لميسور | مخطط المناخ لميسور | مخطط المناخ لميسور |
| --- | ------------------ | ------------------ | ------------------ | ------------------ | ------------------ | ------------------ | ------------------ | ------------------ | ------------------ | ------------------ | ------------------ |
| 01 | 02                 | 03                 | 04                 | 05                 | 06                 | 07                 | 08                 | 09                 | 10                 | 11                 | 12                 |
| 1.9 28 16 | 5.2 31 18          | 8.5 33 20          | 61 34 22           | 148 32 21          | 73 29 20           | 80 27 20           | 64 28 20           | 106 29 19          | 167 28 20          | 58 28 18           | 17 27 17           |
| متوسط درجة-الحرارة °س مجاميع الهطل مم |                    |                    |                    |                    |                    |                    |                    |                    |                    |                    |                    |
| بالوحدات الإنكليزية \| 01 \| 02 \| 03 \| 04 \| 05 \| 06 \| 07 \| 08 \| 09 \| 10 \| 11 \| 12 \| \| 0.1 82 62 \| 0.2 87 65 \| 0.3 92 68 \| 2.4 93 71 \| 5.8 90 70 \| 2.9 84 69 \| 3.2 81 68 \| 2.5 82 67 \| 4.2 84 67 \| 6.6 83 67 \| 2.3 82 65 \| 0.6 81 62 \| \| متوسط درجة-الحرارة °ف مجاميع الهطول ″ \| \| \| \| \| \| \| \| \| \| \| \| |                    |                    |                    |                    |                    |                    |                    |                    |                    |                    |                    |
| 01 | 02                 | 03                 | 04                 | 05                 | 06                 | 07                 | 08                 | 09                 | 10                 | 11                 | 12                 |
| 0.1 82 62 | 0.2 87 65          | 0.3 92 68          | 2.4 93 71          | 5.8 90 70          | 2.9 84 69          | 3.2 81 68          | 2.5 82 67          | 4.2 84 67          | 6.6 83 67          | 2.3 82 65          | 0.6 81 62          |
| متوسط درجة-الحرارة °ف مجاميع الهطول ″ |                    |                    |                    |                    |                    |                    |                    |                    |                    |                    |                    |

مَيسور (تنطق maɪˈsɔər (مساعدة·معلومات)) ، تعدل اسمها مؤخرا إلى مَيسورو، هي ثاني أكبر مدينة في ولاية كارناتاكا في الهند. وهي أيضاً المقر الرئيسي لمقاطعة مَيسور وتبعد عن بنغالور 146 كم. الاسم مَيسور يعني مقام ماهيشا. الاسم ماهيشا يعود على ماهيشاسورا، وهو شيطان من أساطير الهندوسية. مساحتها حوالي 128.42 كم مربع.
تشتهر مَيسور بالمهرجانات العديدة التي تقام فيها وتجلب العديد من السياح لها كل سنة.

## التاريخ
حتى 1947، كانت مَيسور عاصمة مملكة مَيسور التي كانت تحت حكم السلالة الحاكمة «واديار»، ماعدا فترة وجيزة في أواخر القرن الثامن عشر حيث حكمها حيدر علي وسلطان تيبو. كان الواديار مهتمون جدا بالحضارة والفن، ولذلك أسمهوا كثيراً في تطور المدينة وبذلك أصبحت المدينة عاصمة كارناتاكا.

## معالمها السياحية
تتميز مدينة مَيسورو بعدد كبير من الحدائق مما اشهرتها بأنها «مدينة الحب». وبها عدد من القصور تتميز بطراز معماري هندي جميل.

## توأمة
لمَيسور اتفاقيات توأمة مع كل من:
- سينسيناتي
- Enköping Municipality [الإنجليزية]‏ (24 نوفمبر 2009 - )
- آوغسبورغ (2019 - )[10]
- ناشوا (8 يوليو 2016 - )[11]

## صور

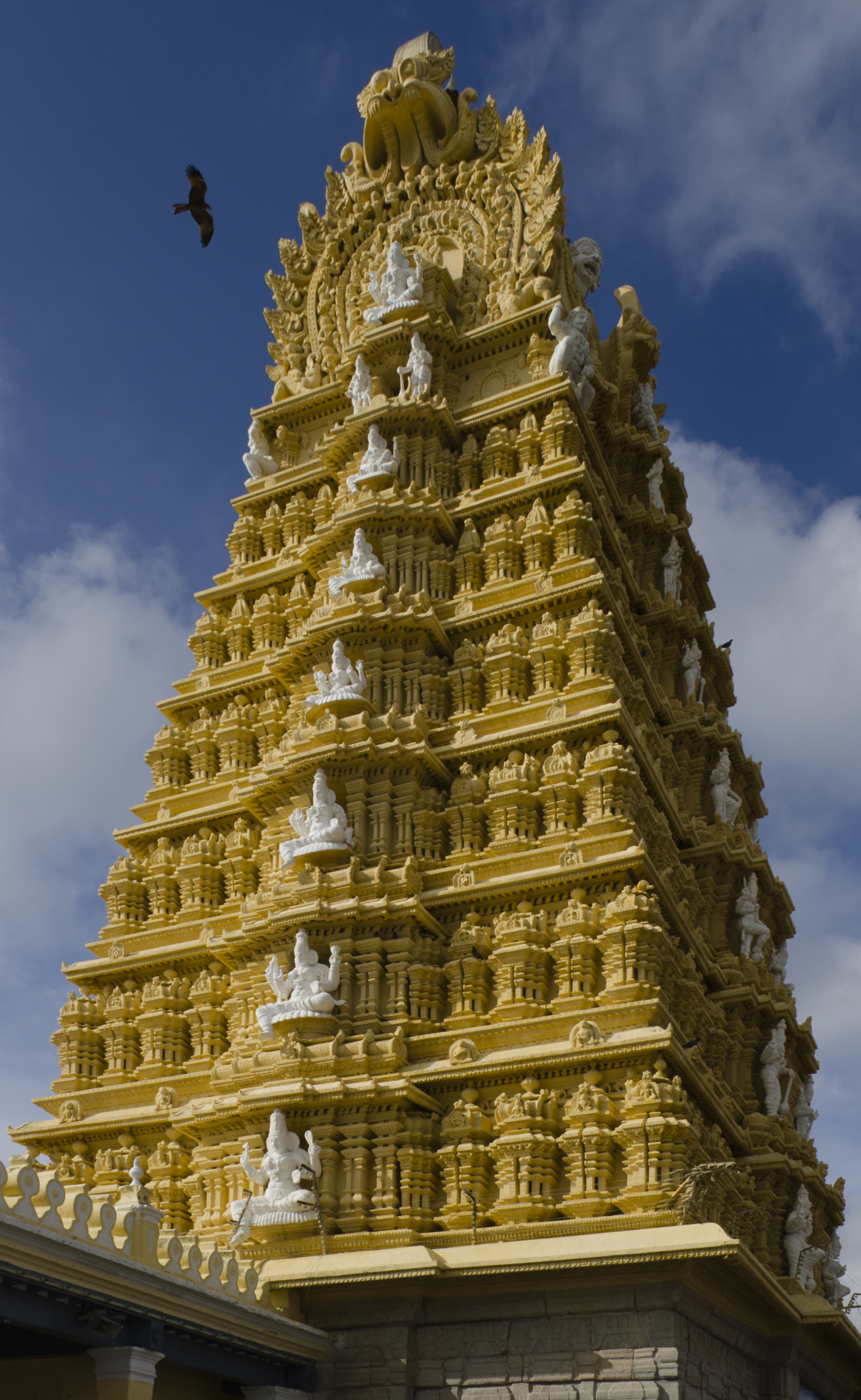
معبد شامونديشواري
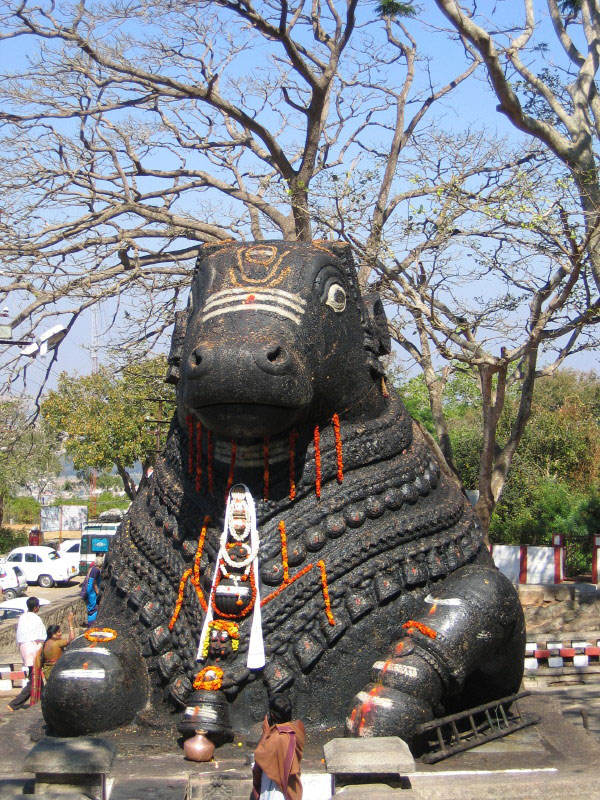
تمثال ناندي في حي شاموندي هيل
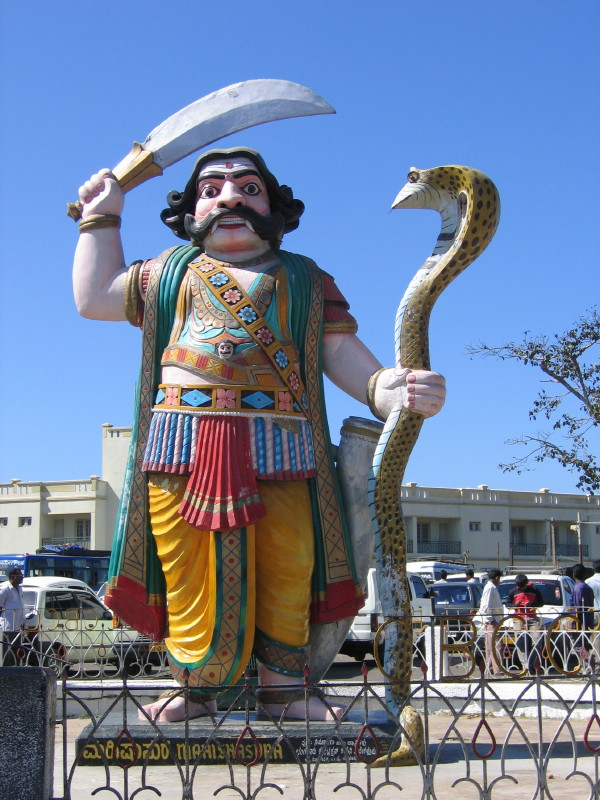
تمثال شاهيشاسورا في حي شاموندي هيل
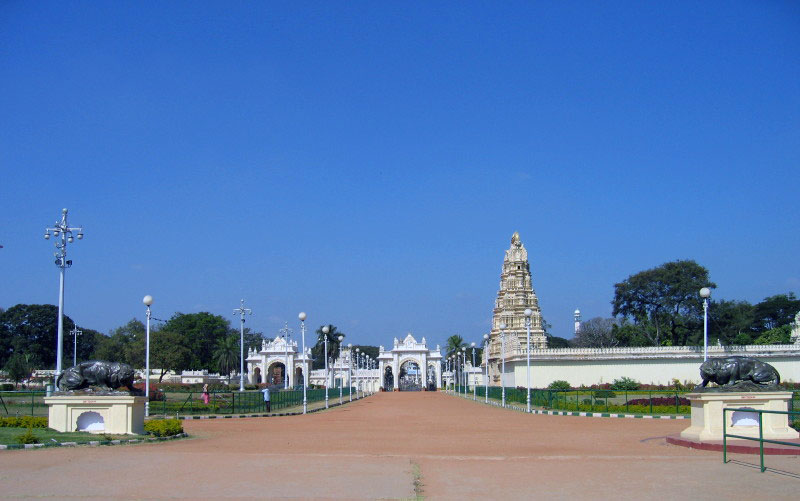
قصر ميسور
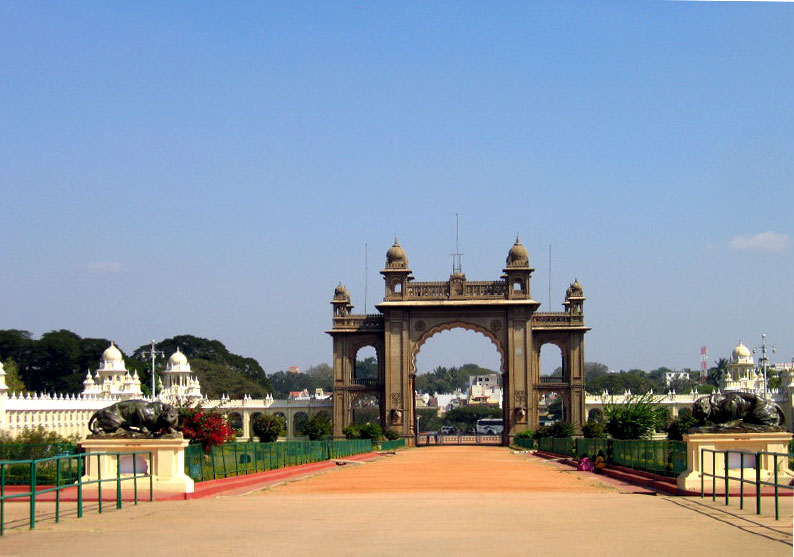
أحد بوابات قصر ميسور
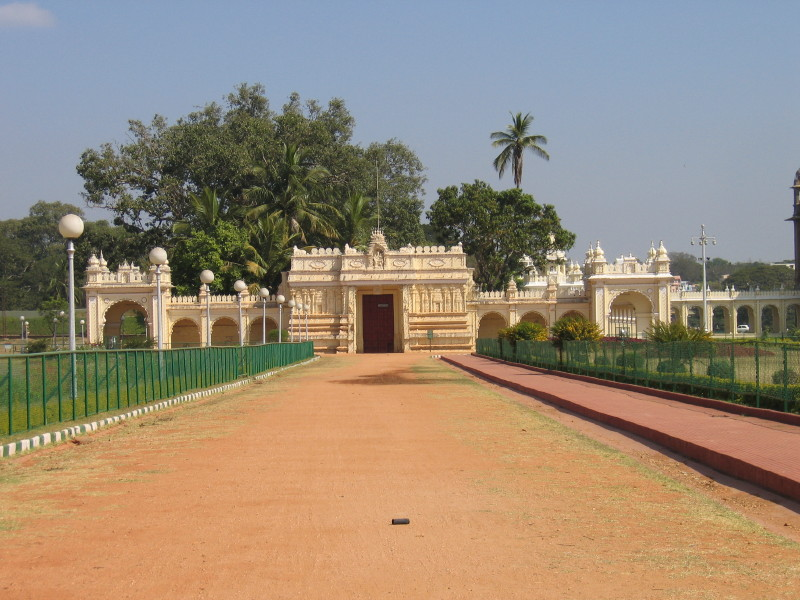
معبد القصر
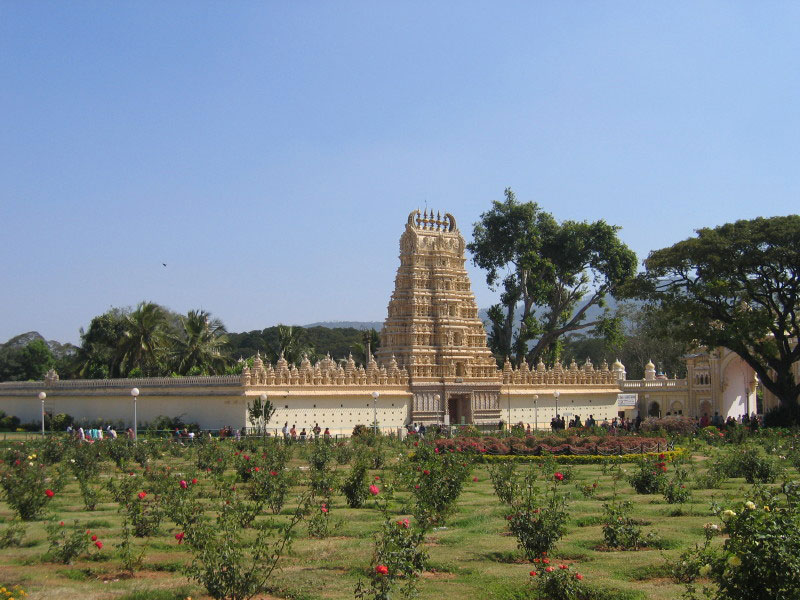
معبد القصر
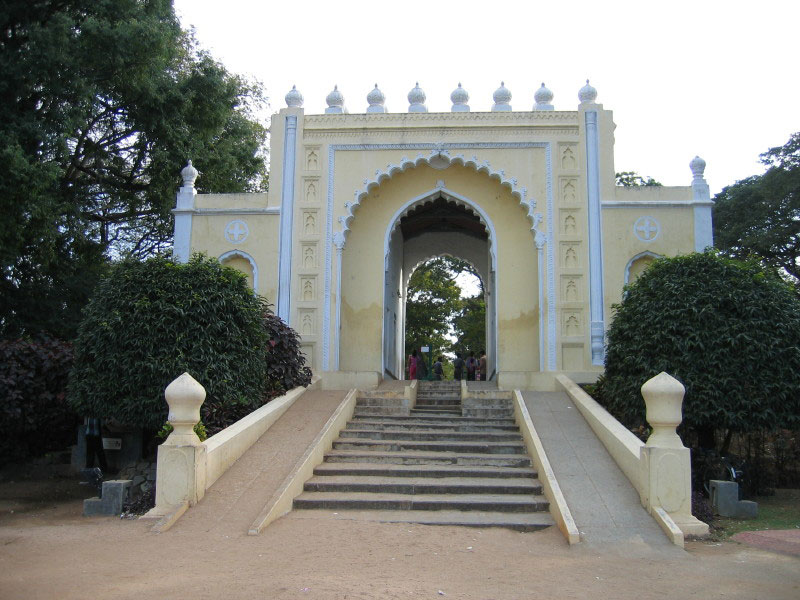
بوابة القصر الصيفي للمهراجا تيبو صاحب
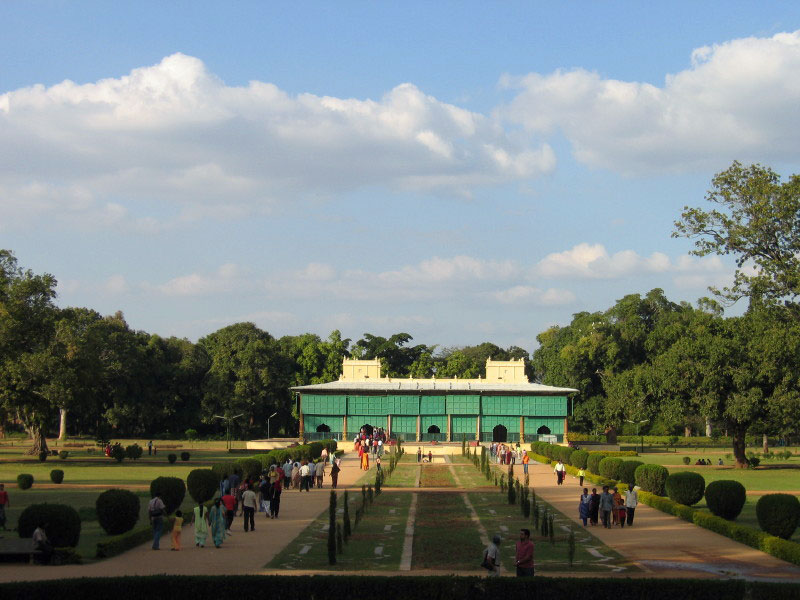
القصر الصيفي للمهراجا تيبو صاحب Tipû Sâhib
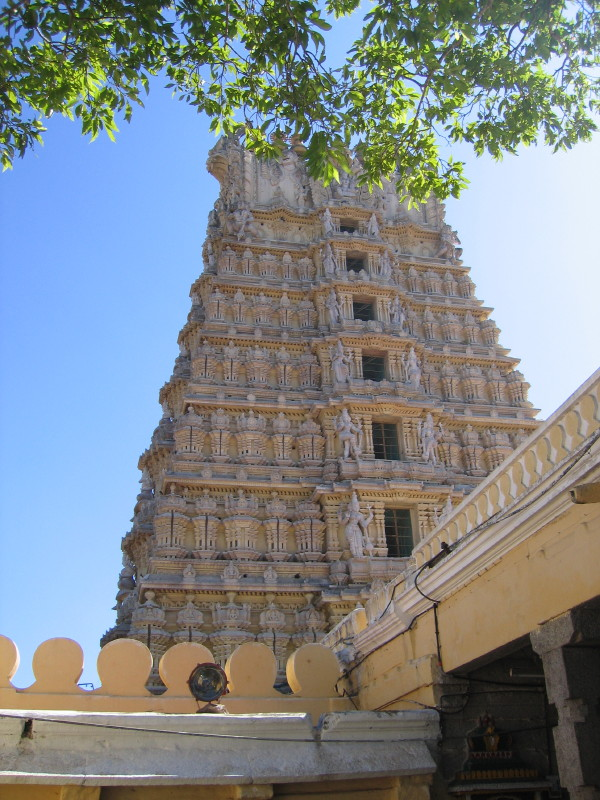
معبد شامونديشواري
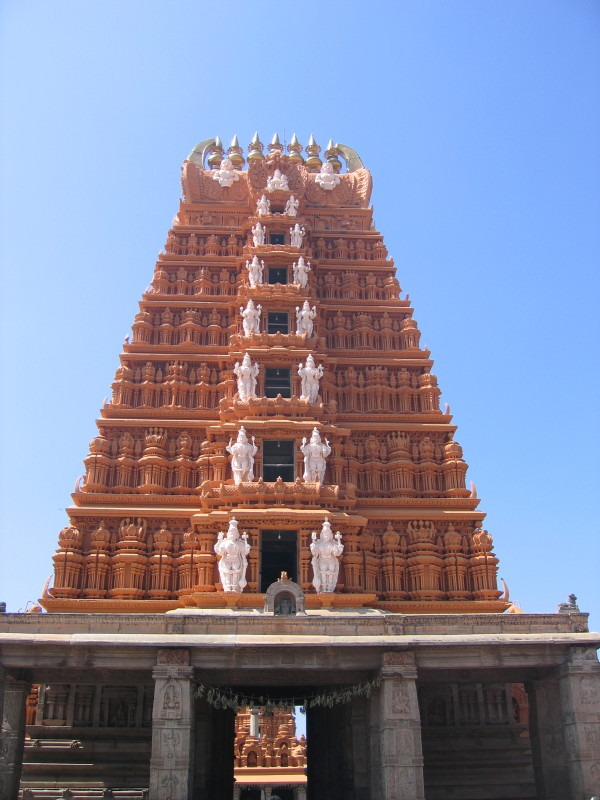
معبد نانجانغودو
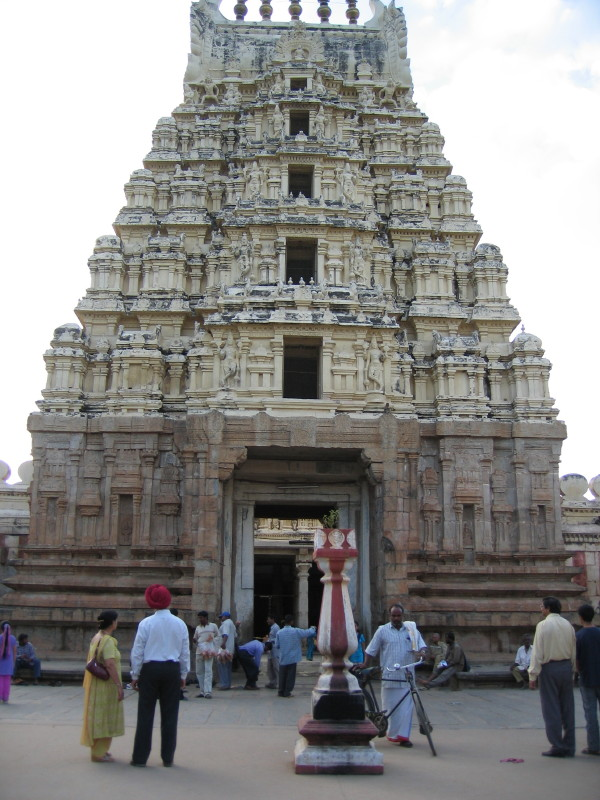
معبد رانجاناتا
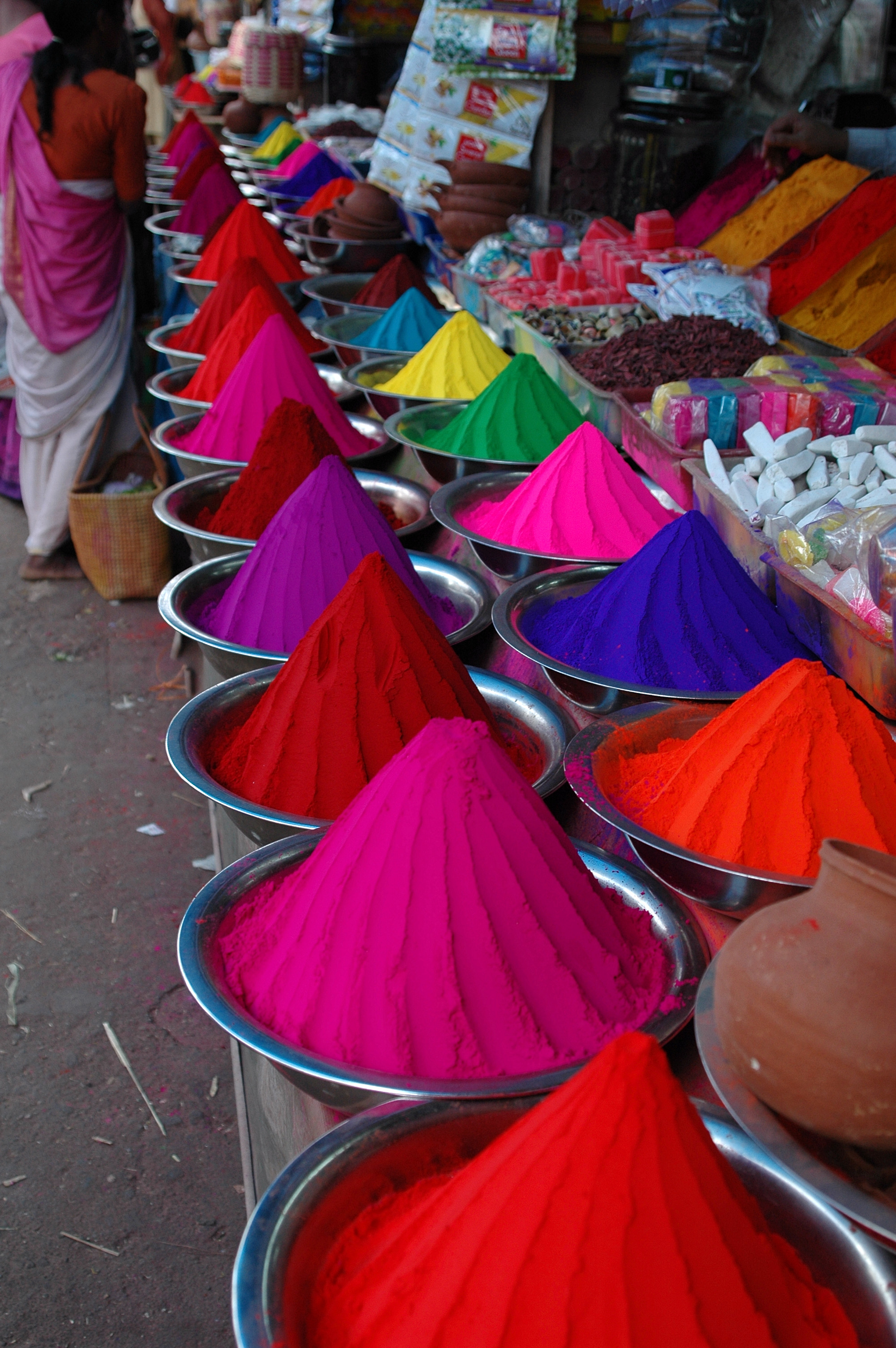
سوق ديفاراجا

## أعلام
- سادجورو
- برابهو ديفا
- جوزيف جي. ديفيس
- أ. د. إس. ن. براساد
- السيرم. فيسفسفاريا
- ياش